# Раян Соммер
Раян Соммер (англ. Ryan Sommer; нар. 1993) — канадський бобслеїст, олімпійський медаліст, призер чемпіонату світу. 

## Олімпійські ігри
| Рік  | Місце проведення | Четвірки |
| ---- | ---------------- | -------- |
| 2022 | Пекін, Китай     | 3        |

## Виступи на чемпіонатах світу
| Рік  | Місце проведення      | Четвірки |
| ---- | --------------------- | -------- |
| 2019 | Вістлер, Канада       | 3        |
| 2021 | Альтенберг, Німеччина | 5        |